# 填珠棋
填珠棋（Upper Hand），是Margalith Akavya在1992年推出的兩人棋類遊戲。遊戲過程是將球體堆成一座錐形體，類似攻頂棋。

## 棋具
- 棋盤挖有為5*5的半球洞，洞中可以剛好置入一顆球體。

- 棋子為球形體，以顏色區分敵我，每方各二十七顆。另有一顆為中立。

## 規則
- 初始佈置僅有一顆中立棋子放於棋盤中央點，其他棋子皆先置於擁有者手中。

- 玩家輪流把一顆己棋放在棋盤空洞、或堆在緊圍成正方形的四顆棋子的中間。
  - 造成四顆棋子在同一層緊圍成正方形，並且有三顆以上是屬於該回合的玩家，則該玩家在本回合需再放子。行動持續進行，直到無符合條件，才回合結束。

- 先把棋子放完者獲勝[2]。

## 外部連結
- 遊戲介紹
- 線上遊戲 （页面存档备份，存于）